# Zangla
Zangla es una localidad de la India en el distrito de Kargil, estado de Jammu y Cachemira. Está situada a 262 kilómetros al sureste de la ciudad de Kargil. En la zona se encuentras las antiguas ruinas del fuerte Zangla.

## Geografía
Se encuentra a una altitud de 3 636 m s. n. m. a 406 km de la capital estatal, Srinagar, en la zona horaria UTC +5:30.

## Demografía
Según estimación 2010 contaba con una población de 265 habitantes.